# Station Boortmeerbeek
Station Boortmeerbeek is een spoorwegstation in de gemeente Boortmeerbeek op spoorlijn 53 (Schellebelle - Mechelen - Leuven). Het is nu een stopplaats.
Het station van Boortmeerbeek werd geopend op 10 februari 1859 door de Belgische staatsspoorwegen.
Aan het station staat een gedenkplaat ter herdenking van de overval op het Twintigste treinkonvooi (1943).
Het stationsgebouw werd in de jaren 1970 gebouwd in dezelfde stijl als het stationsgebouw in Haacht. De loketten in het station zijn gesloten. In maart 2020 werd het stationsgebouw afgebroken. In de plaats werd er een overdekte fietsenstalling gebouwd.

## Galerij

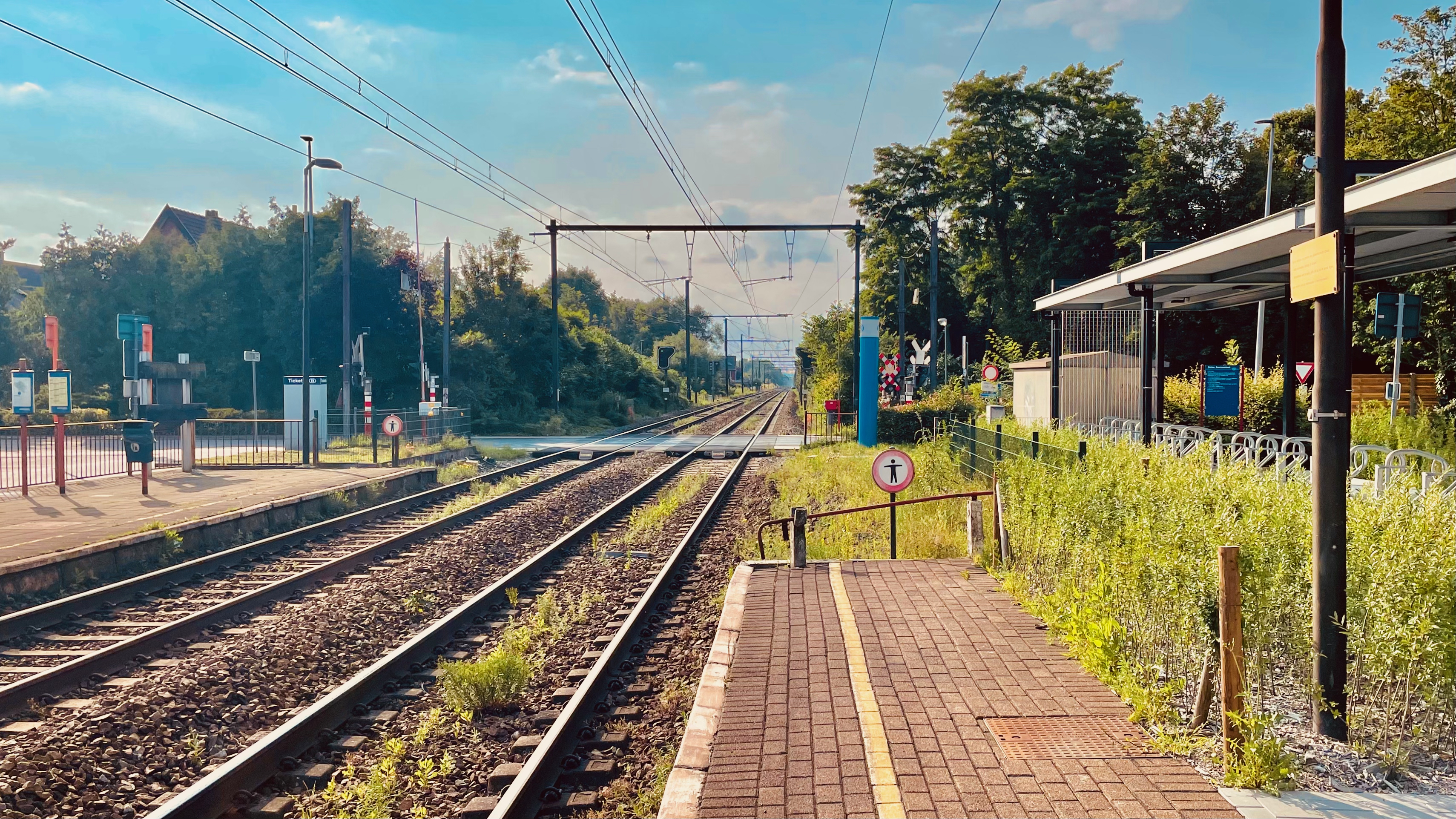
Overweg aan het station
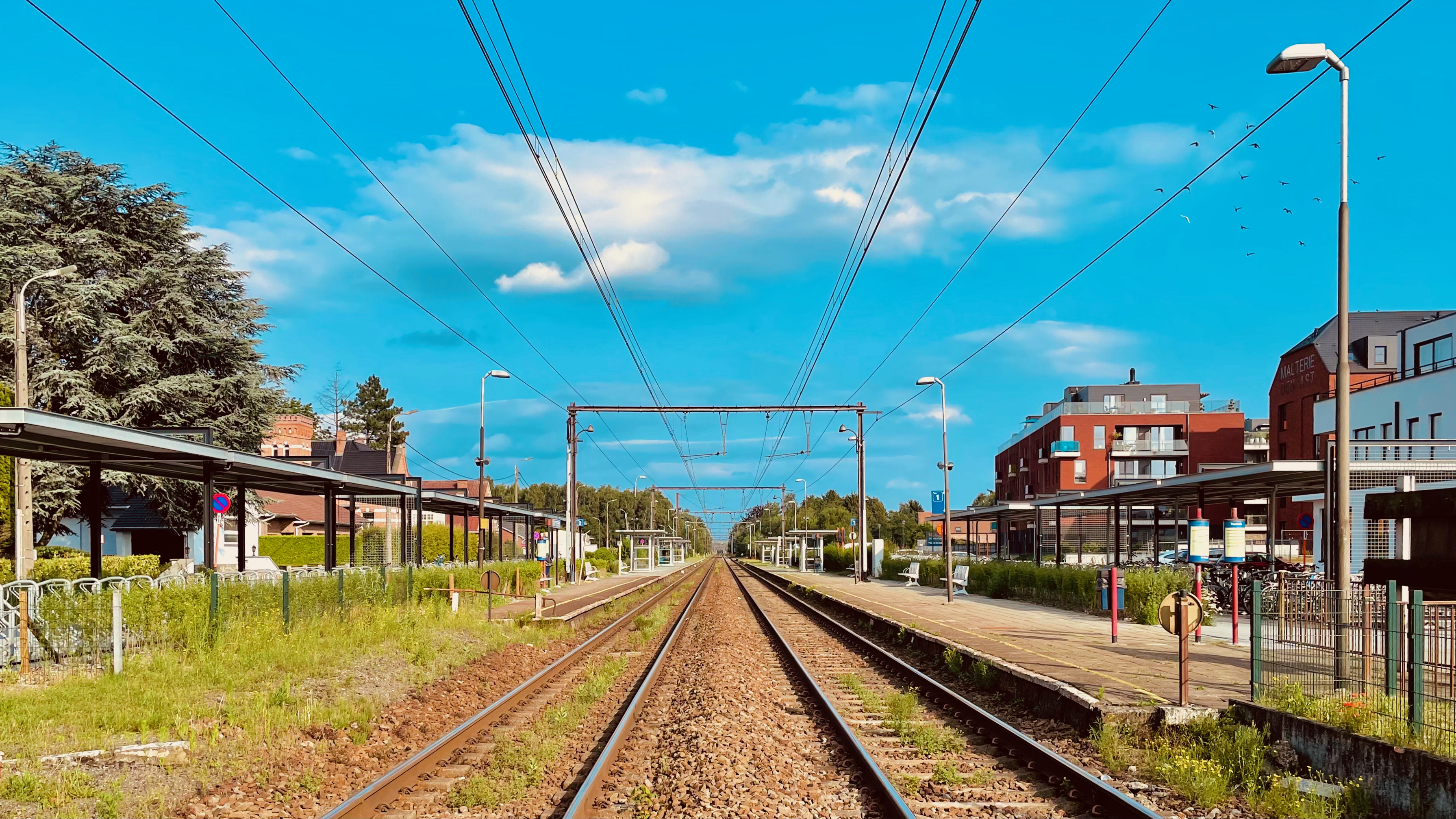
Zicht op de sporen
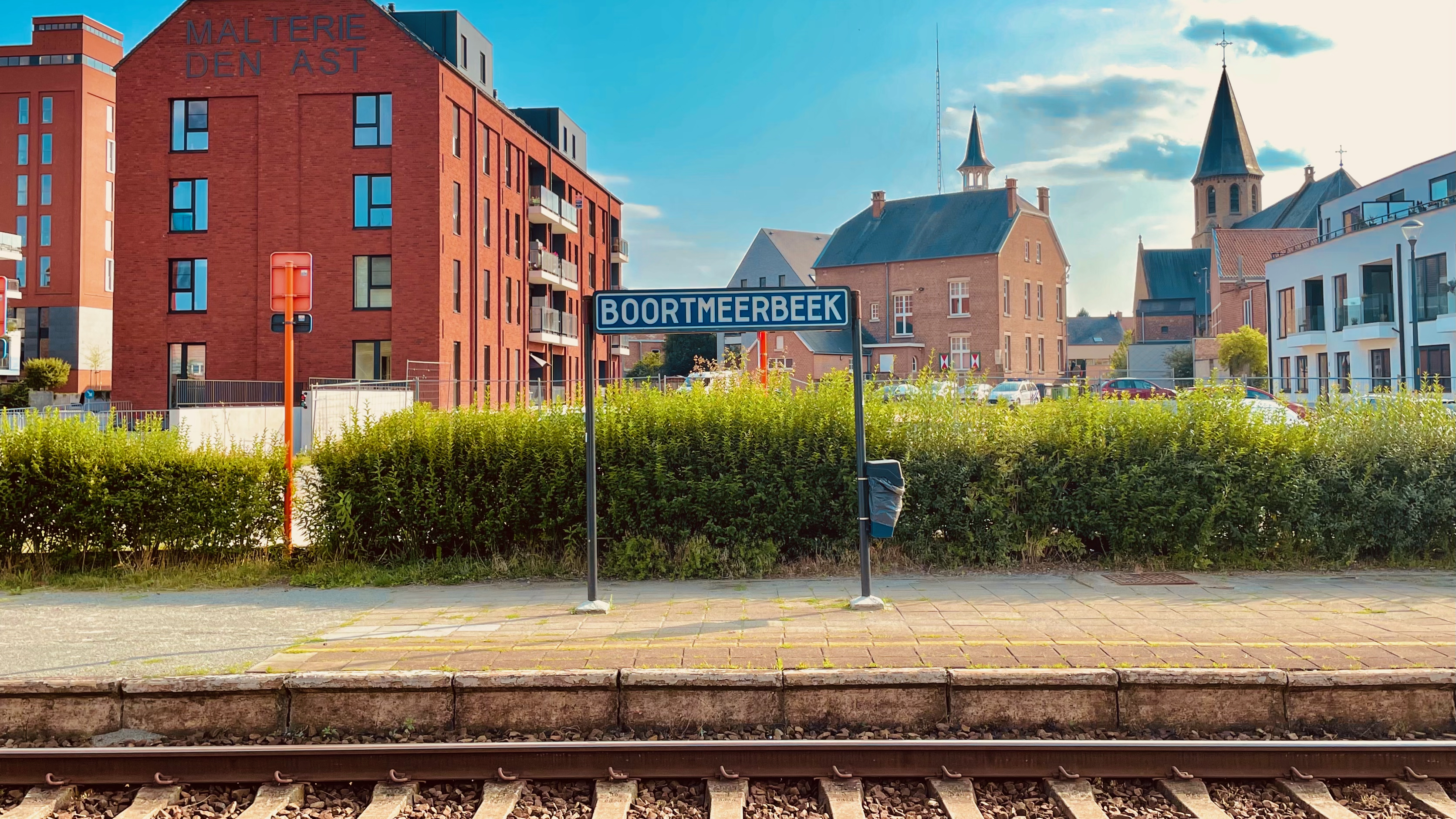
Plaatsnaambord
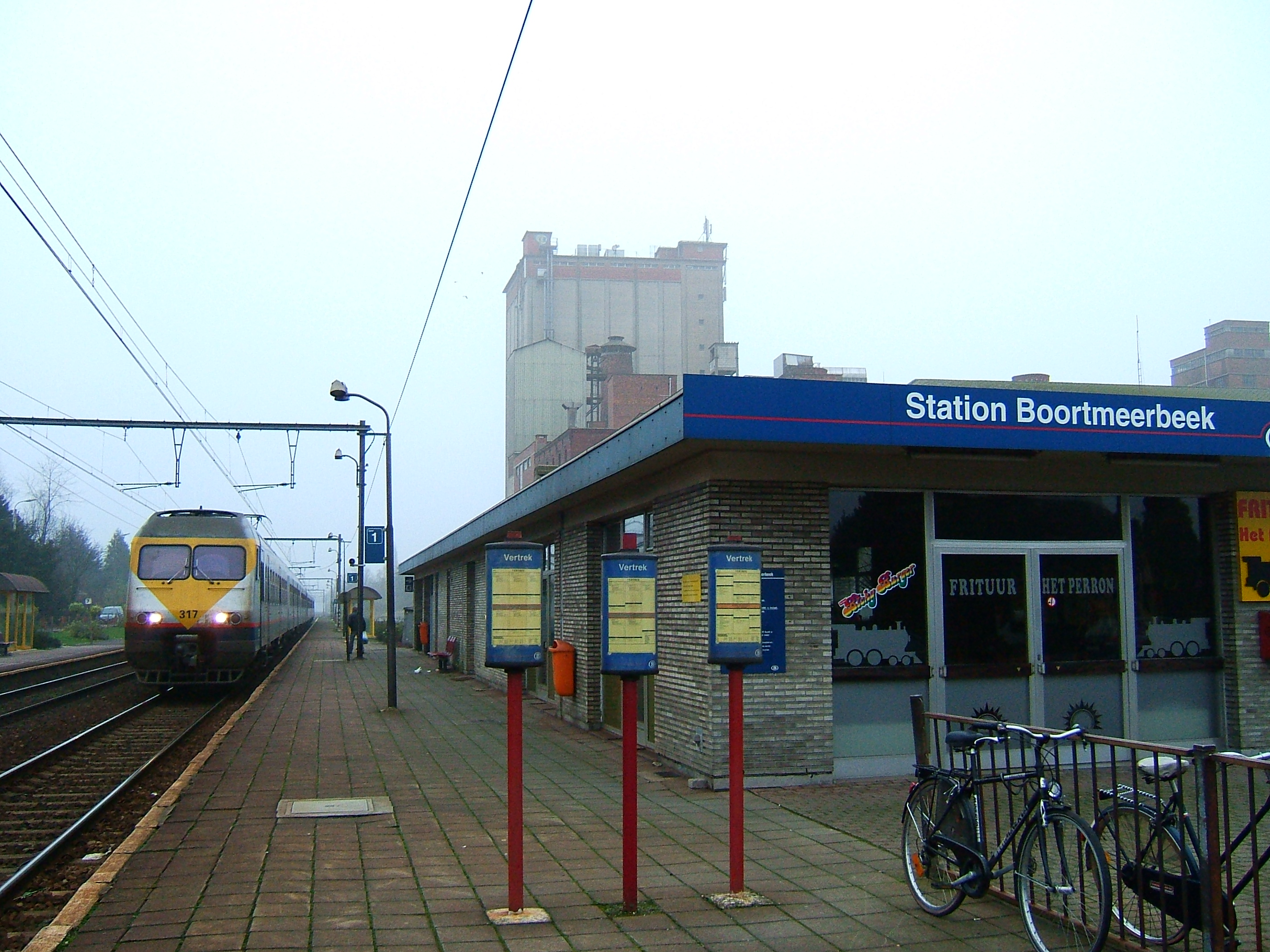
Het voormalige stationsgebouw
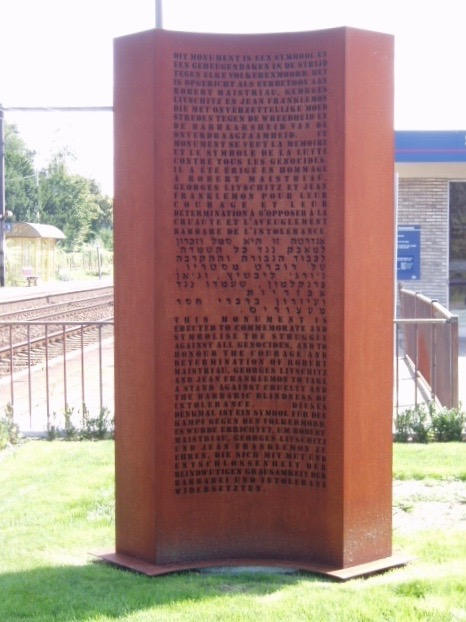
Het tweede standbeeld ter nagedachtenis van de verzetsactie tegen het 20e konvooi.

## Treindienst
| Serie       | Treinsoort          | Route                                                                    | Bijzonderheden                                                               |
| ----------- | ------------------- | ------------------------------------------------------------------------ | ---------------------------------------------------------------------------- |
| IC 21       | Intercity (NMBS)    | Gent-Sint-Pieters – Mechelen – Boortmeerbeek – Leuven                    | Rijdt in het weekend Mechelen - Leuven.                                      |
| L 2750      | L-trein (NMBS)      | Leuven – Boortmeerbeek – Mechelen – Sint-Niklaas                         | Rijdt in het weekend enkel tussen Mechelen en Sint-Niklaas.                  |
| P 7090/8090 | Piekuurtrein (NMBS) | [ Sint-Niklaas – ] / [ Dendermonde – ] Mechelen – Boortmeerbeek – Leuven | Rijdt alleen op werkdagen. Een trein van Dendermonde naar Gent-Sint-Pieters. |
| P 7390/8390 | Piekuurtrein (NMBS) | [ Sint-Niklaas – ] / [ Dendermonde – ] Mechelen – Boortmeerbeek – Leuven | Rijdt alleen op werkdagen.                                                   |

## Reizigerstellingen
De grafiek en tabel geven het gemiddeld aantal instappende reizigers weer op een week-, zater- en zondag.
| Tabel: aantal instappende reizigers station Boortmeerbeek | Tabel: aantal instappende reizigers station Boortmeerbeek | Tabel: aantal instappende reizigers station Boortmeerbeek | Tabel: aantal instappende reizigers station Boortmeerbeek |
|                                                           | Weekdag                                                   | Zaterdag                                                  | Zondag                                                    |
| --------------------------------------------------------- | --------------------------------------------------------- | --------------------------------------------------------- | --------------------------------------------------------- |
| 1977                                                      | 251                                                       | 29                                                        | 18                                                        |
| 1978                                                      | 316                                                       | 29                                                        | 22                                                        |
| 1979                                                      | 325                                                       | 32                                                        | 36                                                        |
| 1980                                                      | 329                                                       | 59                                                        | 21                                                        |
| 1981                                                      | 308                                                       | 37                                                        | 38                                                        |
| 1982                                                      | 381                                                       | 49                                                        | 22                                                        |
| 1983                                                      | 292                                                       | 59                                                        | 32                                                        |
| 1984                                                      | 313                                                       | 44                                                        | 17                                                        |
| 1985                                                      | 297                                                       | 35                                                        | 36                                                        |
| 1986                                                      | 162                                                       | 41                                                        | 22                                                        |
| 1987                                                      | 153                                                       | 43                                                        | 26                                                        |
| 1988                                                      | 293                                                       | 41                                                        | 42                                                        |
| 1989                                                      | 268                                                       | 45                                                        | 23                                                        |
| 1990                                                      | 307                                                       | 40                                                        | 39                                                        |
| 1991                                                      | 238                                                       | 45                                                        | 32                                                        |
| 1992                                                      | 265                                                       | 38                                                        | 33                                                        |
| 1993                                                      | 221                                                       | 46                                                        | 28                                                        |
| 1994                                                      | 252                                                       | 62                                                        | 54                                                        |
| 1995                                                      | 244                                                       | 70                                                        | 77                                                        |
| 1996                                                      | 277                                                       | 70                                                        | 103                                                       |
| 1997                                                      | 253                                                       | 79                                                        | 73                                                        |
| 1998                                                      | 276                                                       | 96                                                        | 72                                                        |
| 1999                                                      | 261                                                       | 74                                                        | 76                                                        |
| 2000                                                      | 280                                                       | 82                                                        | 48                                                        |
| 2001                                                      | 294                                                       | 74                                                        | 72                                                        |
| 2002                                                      | 261                                                       | 72                                                        | 96                                                        |
| 2003                                                      | 229                                                       | 86                                                        | 106                                                       |
| 2004                                                      | 253                                                       | 116                                                       | 98                                                        |
| 2005                                                      | 259                                                       | 90                                                        | 81                                                        |
| 2006                                                      | 302                                                       | 114                                                       | 166                                                       |
| 2007                                                      | 335                                                       | 102                                                       | 105                                                       |
| 2008                                                      | -                                                         | -                                                         | -                                                         |
| 2009                                                      | 488                                                       | 113                                                       | 99                                                        |
| 2010                                                      | -                                                         | -                                                         | -                                                         |
| 2011                                                      | -                                                         | -                                                         | -                                                         |
| 2012                                                      | 612                                                       | 164                                                       | 142                                                       |
| 2013                                                      | 597                                                       | 154                                                       | 131                                                       |
| 2014                                                      | 651                                                       | 138                                                       | 134                                                       |
| 2015                                                      | 539                                                       | 104                                                       | 129                                                       |
| 2016                                                      | 578                                                       | -                                                         | 46                                                        |
| 2017                                                      | 583                                                       | 128                                                       | 137                                                       |
| 2018                                                      | 603                                                       | 193                                                       | 211                                                       |
| 2019                                                      | 604                                                       | 196                                                       | 185                                                       |
| 2020                                                      | 333                                                       | 63                                                        | 61                                                        |
| 2021                                                      | -                                                         | -                                                         | -                                                         |
| 2022                                                      | 677                                                       | 209                                                       | 187                                                       |
| 2023                                                      | 614                                                       | 189                                                       | 218                                                       |
| 2024                                                      | 569                                                       | 193                                                       | 157                                                       |

0,0: Schellebelle ·
2,8: Wichelen ·
5,8: Schoonaarde ·
9,7: Oudegem ·
12,5: Dendermonde ·
16,2: Baasrode-Zuid ·
18,2: Koude Haard ·
19,6: Buggenhout ·
21,6: Malderen ·
23,3: Molenheide ·
26,4: Londerzeel ·
28,2: Londerzeel-Oost ·
29,0: Ramsdonk ·
31,0: Kapelle-op-den-Bos ·
34,9: Heike ·
36,6: Hombeek ·
38,8: Brusselsesteenweg ·
39,6: Mechelen ·
42,6: Muizen ·
44,5: Hever ·
46,2: Biststraat ·
48,1: Boortmeerbeek ·
51,4: Haacht ·
52,5: Wespelaar-Heike ·
53,4: Wespelaar-Tildonk ·
55,8: Hambos ·
58,3: Wakkerzeelsesteenweg ·
59,4: Wijgmaal ·
64,1: Leuven